# 美国总统艺术与人文委员会
美国总统艺术与人文委员会（英語：President's Committee on the Arts and Humanities），是美国白宫的顾问委员会之一，成立于1982年，致力于研究文化政策、提出支持艺术与人文的计划、确认优秀作品。委员会的成员由美国总统任命，通常由美国知名作家、画家、音乐家、建筑家和人文学者充任。末任名誉主席为美国第一夫人梅拉尼娅·特朗普。
特朗普就任美国总统后，一直未任命新的委员。2017年8月18日，美国总统艺术与人文委员会联名发表公开信，因为对总统特朗普在2017年团结右翼集会后的反应不满，委员会决定总辞职。当日下午，白宫发表声明称总统特朗普在8月初就决定裁撤该委员会，原本计划在2017年底委员会的章程到期之后不再续期。
2022年9月30日，喬·拜登總統通過第14804號行政命令重新設立了總統藝術與人文委員會。2023年4月13日，委員會宣布了主要任命。

## 成員
- 女神卡卡和布魯斯·科恩，聯席主席
- Jon Batiste，成員
- Constance M. Carroll，成員
- 喬治·克魯尼，成員
- Philip J. Deloria，成員
- M. Angélica Garcia，成員
- 珍妮佛·嘉納，成員
- Nora Halpern，成員
- Steve Israel，成員
- Marta Kauffman，成員
- Ricky Kirshner，成員
- Troy Kotsur，成員
- Katie McGrath （页面存档备份，存于），成員
- Laura Penn, Member
- Amanda Phingbodhipakkiya，成員
- Arnold Rampersad，成員
- Shonda Rhimes，成員
- Kimberly Richter Shirley，成員
- Horacio Sierra，成員
- Anna Deavere Smith，成員
- Joe Walsh，成員
- Kerry Washington，成員
- Pauline Yu，成員